# De Ferluc
De Ferluc is een adellijk Frans geslacht.

## Geschiedenis
De familie De Ferluc is afkomstig uit Quercy en heeft een bewezen stamreeks die teruggaat tot de 18e eeuw. Adeldom werd verkregen in 1718 door de functie van "capitoul" (verkozen raadslid) van Toulouse.
Het geslacht werd ingeschreven bij de ANF onder nummer 1196. In 2007 leefden er nog tien mannelijke afstammelingen. Het hoofd van het geslacht, Jacques de Ferluc, woonde in 1992 in Parijs; diens dochter Catherine trouwde in 1976 met de Nederlandse bankier jhr. mr. Sjoerd van Valkenburg (1948), lid van de familie Van Valkenburg.